# Lophotarsia
Lophotarsia is een geslacht van vlinders van de familie Uilen (Noctuidae).

## Soorten
- L. acutivaluis Laporte
- L. flava Laporte, 1970
- L. girmai Laporte, 1975
- L. isis Laporte, 1970
- L. minuta Hampson, 1914
- L. ochroprocta Hampson, 1902
- L. ochroptera Berio, 1973
- L. uniformis Berio, 1966
- L. vicina Berio, 1966